# 鳥取県道24号米子大山線
鳥取県道24号米子大山線（とっとりけんどう24ごう よなごだいせんせん）は、鳥取県米子市と西伯郡大山町を結ぶ県道（主要地方道）である。通称大山観光道路（だいせんかんこうどうろ）、大山道路（だいせんどうろ）とよばれる。

## 概要
鳥取県を代表する名峰大山を探勝するメインアクセス道路。古くは「尾高道」とよばれ、その開基は養老年間（717 - 723年）ともされる。平安時代には、有数の修行の道場で、3000人以上の僧兵を抱えた大山寺に通じる道として、多くの修行者に利用されていた。1963年（昭和38年）12月に、日本道路公団の手によって鳥取県初の有料道路となる「大山有料道路」（米子市尾高 - 大山町大山寺）として整備され、観光道路として賑わった。1981年（昭和56年）10月1日に、無料開放されて鳥取県道となり現在に至る。
道路の両側に、江戸時代の慶長年間（1596 - 1614年）頃に降雪時の目印として植えられたクロマツ並木、享保年間（1716 - 1735年）以降に道しるべとして置かれた一丁地蔵が残っている。有料道路建設時は、このクロマツ並木を伐採しないよう配慮されている。
鳥取県を代表する大山の自然観光地であり、大山探勝のメインルートであることから、西伯郡大山町赤松 - 大山寺間 (4.8 km) について、1987年（昭和62年）8月10日の道の日に、旧建設省と「道の日」実行委員会により制定された、「日本の道100選」にも選ばれている。
大山パークウェイの一部を構成し、美保関灯台と米子空港や蒜山地域（米子自動車道・蒜山ICを含む）を広域的に結ぶ役割を果たしている。

### 路線データ
- 起点：鳥取県米子市二本木・大山入口交差点（国道9号交点）
- 終点：鳥取県西伯郡大山町大山（鳥取県道30号赤碕大山線・鳥取県道158号大山口停車場大山線（鳥取県道284号大山寺岸本線重複）交点）
- 総延長：14.6 km

## 歴史
- 1993年（平成5年）5月11日 - 建設省から、県道米子大山線が米子大山線として主要地方道に指定される[4]。

## 路線状況

### 重複区間
- 鳥取県道53号淀江岸本線（米子市尾高・尾高交差点 - 大山入口交差点）
- 鳥取県道252号尾高淀江線（米子市尾高・大山入口交差点 - 米子市泉）
- 鳥取県道158号大山口停車場大山線（西伯郡大山町大山）

## 地理

### 通過する自治体
- 米子市
- 西伯郡大山町

### 交差する道路
| 交差する道路                                                                                  | 市町村名 | 市町村名 | 交差する場所 | 交差する場所          |
| --------------------------------------------------------------------------------------------- | -------- | -------- | ------------ | --------------------- |
| 国道9号                                                                                       | 米子市   | 米子市   | 二本木       | 大山入口交差点 / 起点 |
| 鳥取県道53号淀江岸本線 重複区間起点                                                           | 米子市   | 米子市   | 尾高         | 尾高交差点            |
| 鳥取県道53号淀江岸本線 重複区間起点 鳥取県道252号尾高淀江線 重複区間起点                      | 米子市   | 米子市   | 尾高         | 大山入口交差点        |
| 鳥取県道252号尾高淀江線 重複区間終点                                                          | 米子市   | 米子市   | 泉           |                       |
| 大山広域農道                                                                                  | 米子市   | 米子市   | 岡成         | [ 注釈 1 ]            |
| 鳥取県道299号赤松淀江線                                                                       | 米子市   | 米子市   | 淀江町本宮   |                       |
| 鳥取県道299号赤松淀江線                                                                       | 西伯郡   | 大山町   | 赤松         |                       |
| 鳥取県道36号名和岸本線                                                                        | 西伯郡   | 大山町   | 赤松         |                       |
| 鳥取県道158号大山口停車場大山線 重複区間起点                                                  | 西伯郡   | 大山町   | 大山         |                       |
| 鳥取県道30号赤碕大山線 鳥取県道158号大山口停車場大山線 重複区間終点 鳥取県道284号大山寺岸本線 | 西伯郡   | 大山町   | 大山         | 終点                  |

### 沿線にある施設など
- 大山
- 大山寺
- だいせんホワイトリゾート